# Charaxes cowani
Charaxes cowani är en fjärilsart som beskrevs av Butler 1878. Charaxes cowani ingår i släktet Charaxes och familjen praktfjärilar. Inga underarter finns listade i Catalogue of Life.